# Lepanthopsis lingulata
Lepanthopsis lingulata är en orkidéart som beskrevs av Donald Dungan Dod. Lepanthopsis lingulata ingår i släktet Lepanthopsis och familjen orkidéer. Inga underarter finns listade i Catalogue of Life.